# グレタ・キッシュ
グレタ・キッシュ（Gréta Kiss、1998年5月6日 - ）は、ハンガリーの女子バレーボール選手。ポジションはアウトサイドヒッター。ハンガリー代表。

## 来歴
- クラブチーム

ケチケメート出身。2015年、Röpke SE Kecskemétへ入団。2016年、Vasas Óbudaへ移籍。2016/17シーズンのハンガリー国内リーグでは準優勝した。2018年7月、MTK Budapestへの移籍が発表され、2年間プレーした。2020年5月、Vasas Óbudaへ復帰し、2020/21シーズンのハンガリー国内リーグでは3位となった。2021/22シーズンはSzent Benedek RAでプレーし、ハンガリー国内リーグで3位となり、自身はベストアウトサイドヒッター賞を受賞した。2022/23シーズンは自身初となる海外リーグとなるフランスリーグのTerville-Florange OCでプレーし、フランスリーグ6位となった。2023年7月、ドイツのSCポツダムとの契約が発表され、2023/24シーズンのブンデスリーガでは3位となった。2024年7月、VCヴィースバーデンへの移籍が発表された。
- 代表チーム

アンダーカテゴリーの代表として2016年、U-19欧州選手権に出場した。2021年、シニア代表に初選出され、同年の2021年に出場した。2022年、ヨーロッパゴールデンリーグに出場し7位となった。2023年、欧州選手権に出場した。

## 球歴
- 欧州選手権 - 2021年、2023年

## 受賞歴
- 2022年　2021/22ハンガリーエクストラリーグ　ベストアウトサイドヒッター賞

## 所属クラブ
- Röpke SE Kecskemét（2015-2016年）
- Vasas Óbuda（2016-2018年）
- MTK Budapest（2018-2020年）
- Vasas Óbuda（2020-2021年）
- Szent Benedek RA（2021-2022年）
- Terville-Florange OC（2022-2023年）
- SCポツダム（2023-2024年）
- VCヴィースバーデン（2024-）